# Tour de Cabrils
La tour de Cabrils est une tour médiévale romane située sur la commune d'Ayguatébia-Talau, dans le département français des Pyrénées-Orientales.
La tour est visible depuis le hameau de Talau et la tour de Goa, située à Sahorre.